# الکترود

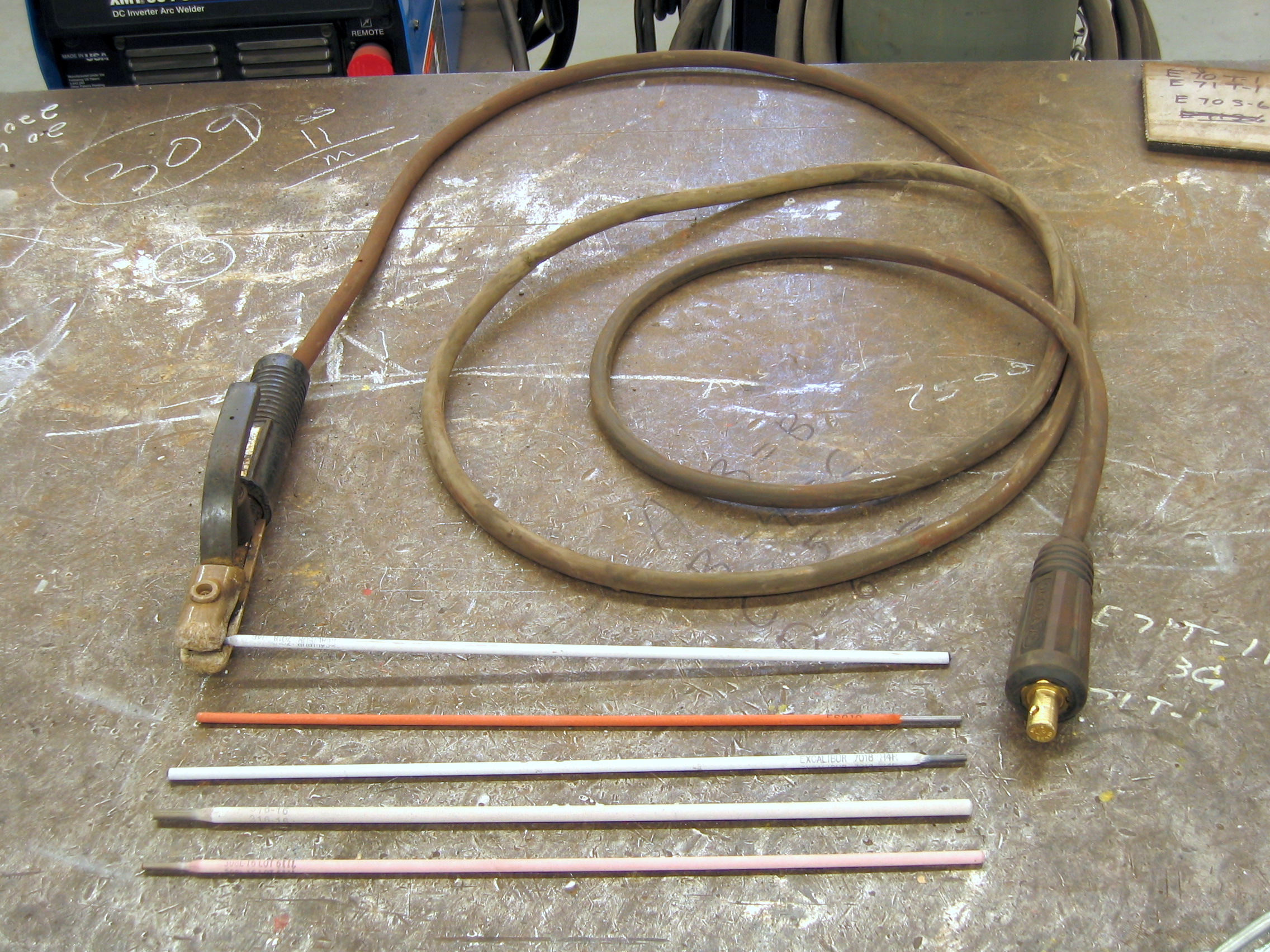
الکترودهایی که در جوشکاری با قوس الکتریکی به کار می‌روند

الکترود ماده‌ای  رسانا است که از یک سو به بخش فلزی (مانند سیم مسی) و از سوی دیگر به بخش غیرفلزی (نیمه‌رسانا، الکترولیت یا خلأ) در یک مدار الکتریکی متصل می‌شود و بین آن‌ها ارتباط برقرار می‌کند.
این نام توسط ویلیام هیول به درخواست دانشمند مایکل فارادی از واژهٔ یونانی elektron ساخته شده‌است، که این معنای کهربا است (که از آن کلمه الکتریسیته هم گرفته شده) و هودوس به معنی یک راه است. در برخی گویش‌ها در ایران به آن (میل کاربیت) و (باری) هم گفته می‌شود.